# Thelypodiopsis
Thelypodiopsis é um género botânico pertencente à família Brassicaceae.